# 李征 (1978年2月)
李征（1978年2月—），男，河北省乐亭县人，汉族，高級技師，高級工程師，中国共产党黨員，中华人民共和国第十三屆全國人民代表大會河北省代表。

## 經歷
2000年大學本科畢業，受分配至国家电网變電站生產一線工作。後任國家電網冀北電力有限公司唐山供電公司二次檢修中心副主任。李征節假日依舊堅持工作，參加工作至2019年末的加班時間保守估計約折1400多個工作日，同事戲稱其上班19年卻有23年「工齡」。
2012年華北水災，李征奔波於變電站之間，處理事故與險情，不暇顧及患重感冒住院的7歲兒子。李征後來表示自己參加工作以來，對家人虧欠太多。
2013年3月，領銜組建「李征勞模創新工作室」，研發創新成果，培養創新人才，工作室2015年獲評冀北公司勞模創新工作室示範點，2017年獲評河北省級創新工作室、河北省工人先鋒號，同年中华全国总工会授予其全國示範性勞模和工匠人才創新工作室的稱號。李征還以李征勞模創新工作室為基礎，組建「公益勞模創新工作室」，從事助學擁軍、精准扶贫等事業。李征還是北京交通大学、华北理工大学碩士生校外導師，享受国务院政府特殊津贴專家。
2018年冀北電力成立共產黨員服務隊「李征分隊」，在唐山市各地實行保電工作。
2018年2月24日，當選第十三屆全國人民代表大會河北省代表。
2020年出席全國勞動模範和先進工作者表彰大會，接受頒獎。
李征共獲全國勞動模範、全國五一勞動獎章、全國技術能手、河北省十大金牌工人、全國電力行業技術能手、美麗河北·最美工匠等榮譽。